# Se las echó el Buin
Se las echó el Buin es una novela que relata los acontecimientos ocurridos durante la Guerra contra la Confederación Perú-Boliviana a forma de novela, escrita por el chileno Jorge Inostroza.
La historia cuenta los acontecimientos previos a la declaración de guerra en contra de la Confederación Perú-boliviana formada por Andrés de Santa Cruz.
Relata la primera expedición enviada desde Chile al mando de Manuel Blanco Encalada, quien, desde el punto de vista del autor, se comportó tontamente en esa guerra, hasta que se ve obligado a firmar la paz, en lo que se conoce como el Tratado de Paucarpata.
Más tarde se relata la segunda expedición al mando del general Manuel Bulnes, quien triunfa en la Batalla de Yungay.
El personaje en que se centran estos hechos es un antiguo coronel llamado "Manuel Garcia" que sirvió al caudillo Ramón Freire, siendo degradado luego de la derrota de este.
Viéndose deshonrado, este coronel recibe la tarea de entrenar un regimiento novato, con la oportunidad de recuperar el honor perdido, y de paso, conquistar a la madre de unos de sus soldados.
Inostroza además intercala pasajes de la participación del notable pintor inglés Charles C. Wood Taylor, autor del Escudo Nacional de Chile, quien por su admirable capacidad para dibujar, sirvió al Ejército Chileno como espía y consejero del alto mando.
- Datos: Q6122710